# 아마조나스 FC
아마조나스 푸테보우 클루비(브라질 포르투갈어: Amazonas Futebol Clube)는 브라질의 축구단으로 아마조나스주의 마나우스를 연고로 한다.
아마조나스 FC는 아마조나스주에서 경쟁력 있는 클럽을 조직하고 축구를 활성화할 목적으로 다른 마나우스 클럽의 경영진 출신 멤버들에 의해 2019년에 설립되었다. 최근 설립에도 불구하고, 아마조나스는 2023년 캄페오나투 아마조넨시에서 우승하는 등 성공을 거두었고, 같은 해 우승한 세리이 C는 아마조나스주 연고 클럽이 차지한 첫번째 전국 리그 타이틀이었다.

## 선수 명단

### 현역
참고: FIFA 자격 규정에 따라 소속된 국가대표팀 국기를 표시합니다. 선수는 복수의 FIFA 비회원국 국적을 가지고 있을 수 있습니다.
| 번호 | 포지션 | 국적 | 이름 |
| ---- | ------ | ---- | ---- |

| 번호 | 포지션 | 국적     | 이름          |
| ---- | ------ | -------- | ------------- |
| 50   | FW     | 에콰도르 | 죠니 우추아리 |

## 역대 감독
| 감독              | 임기        |
| ----------------- | ----------- |
| 루이지뉴 비에이라 | 2023 ~ 2024 |

## 수상

### 전국
- 캄페오나투 브라질레이루 세리이 C

우승 (1): 2023

### 주
- 캄페오나투 아마조넨시

우승 (2): 2023, 2025
- 캄페오나투 아마조넨시 세군다 지비장

우승 (1): 2019

## 라이벌
아마조나스는 마나우스 FC와 경쟁하기 위해 설립되었는데, 그 당시 주에서 가장 전통있는 클럽들의 침체기를 이용하여 지방자치단체와 주 정부의 정치적 관심을 끌었기 때문이다. 2023년에 두 구단은 마나우스 시와 주 정부로부터 투자를 받았고, 나시오나우, 히우 네그루, 상하이문도 등 주 내 다른 전통 구단들이 불만을 제기했다.